# Хей-он-Уай
Хей-он-Уай (англ. Hay-on-Wye, валл. Y Gelli Gandryll), часто упоминающийся как «книжный город», — маленький рыночный городок и община в области Поуис (Уэльс).

## Положение
Город расположен на восточном берегу реки Уай, на территории Национального парка Брекон-Биконс, к северу от Чёрных гор. Он лежит на границе Поуиса с английским Херефордширом, которая на этом участке проходит по ручью Дьюлас. На севере, где ручей впадает в реку Уай, граница продолжается по реке. В городе проживает около 1 900 жителей. На другом берегу ручья находится деревня, территориально уже лежащая в Англии. Ближайший город — Херефорд, центр Херефордшира — находится в 35 километрах к востоку.
Раньше город обслуживала одноимённая железнодорожная станция, которая была закрыта в 1963 году вследствие «сокращения Бичинга».
Хей-он-Уай является меккой для книголюбов всей Великобритании, с более чем 30 книжными магазинами, множеством книготорговцев и букинистических ценностей.

## Замок
В Хей-он-Уай, подобно Билт-Уэллс, на небольшом расстоянии друг от друга расположены два нормандских замка. Вероятно, Хей был возведён Вильямом Фицем-Осберном во время его наступления на юго-восточный Уэльс летом 1070 года, когда он одержал верх над тремя Валлийскими королями. История места продолжилась под властью де Нёфмарша, которая была установлена в битве при Бреконе в 1093 году, и родов Глостер и Херефорд до 1165 года, когда район Брихейниога перешёл в руки дворянской династии де Браозов. В 1230 году замок Хей был передан династии де Богунов и местная история, в том числе и битва близ Хей в 1231 году, продолжается через войны Мортимеров в 1260-х годах и битву у Брекона в 1266 году до смерти графа Хамфри де Богуна в 1298 году.

### Первый замок
Расположен недалеко от церкви Св. Марии на западной окраине Хей-он-Уай, маленький, но хорошо сохранившийся мотт. Площадка с видом на ущелье и небольшой ручей, текущий к реке Уай, безусловно, послужили одной из причин строительства здесь замка типа мотт и бейли. Недавно выровненная под автостоянку площадка к северо-востоку, возможно, и является бывшим месторасположением замка. Эта маленькая крепость была, вероятно, работой Вильяма Ревеля, рыцаря Бернарда де Нёфмарша и позже могла быть центром манора или коммота Мелиног. Помимо этого мотт не имеет дальнейшей записанной истории.

### Каменный замок
Главная крепость в Хей-он-Уай была расположена на большом участке, господствующем над городом и рекой, на месте нынешних руин замка и поместья. Это тот самый castello de haia, переданный Милю Глостерскому, 1-му графу Херефорда в 1121 году вместе с рукой дочери Бернарда де Нёфмарша. Наиболее вероятно, что главная башня существует именно с этого времени. Поэтому, возможно, это — старейшая нормандская башня в Уэльсе, датируя с натиска Уильяма Фица-Осберна в 1070 году. В 1165 году последний наследник Миля Глостерского был убит в близлежащем замке Бронллис, и замок перешёл в руки Уильяма де Браоза, 3-го лорда Брамбера, вместе с поселениями Реднор и Бильт. Летом 1198 года крупная английская армия собралась здесь, прежде чем осадить Пейнскасл в четырёх милях к северу.

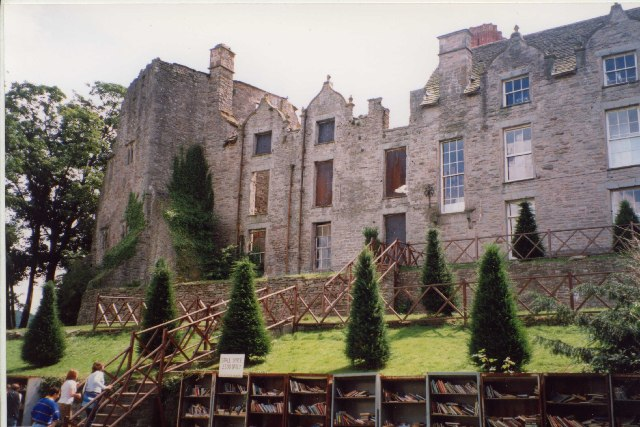
Замок и особняк

В 1230 году последний из Браозов, лорд Брекон Уильям де Браоз, был повешен принцем Лливелином ап Иорвертом, и Брекон, вместе с Хей-он-Уай, перешёл в руки Богунов. Пользуясь благоприятным положением, в 1231 году Лливелин разорил земли де Богуна, в ходе чего Хей-он-Уай был сожжён, хотя замок выдержал натиск. Замок участвовал во Второй Баронской войне с 1263 по 1266 годы, три раза переходил из рук в руки, пока не капитулировал перед Саймоном де Монфором, 6-м графом Лестера. После завоевания Уэльса королём Эдуардом I Длинноногим жизнь в этом городе Валлийской марки стала более мирной.
Приблизительно в 1401 году и город, и замок понесли ущерб от войск Оуайна Глендура, хотя в 1403 году замок был перечислен среди хорошо защищённых от валлийцев. Позже крепость перешла к графам Стаффордским, которые позже, во времена Войны Роз, станут герцогами Бэкингема. Замок был восстановлен во время конфликтов 1460-х годов, хотя его стойкость против огнестрельных орудий была бы сомнительной.
В 1660-х годах Джеймс Бойль Херефорд построил с северной стороны замка особняк, в то время как большая часть наружной стены была снесена, чтобы улучшить вид. Сейчас в особняке располагается букинистический магазин.

### Остатки замка

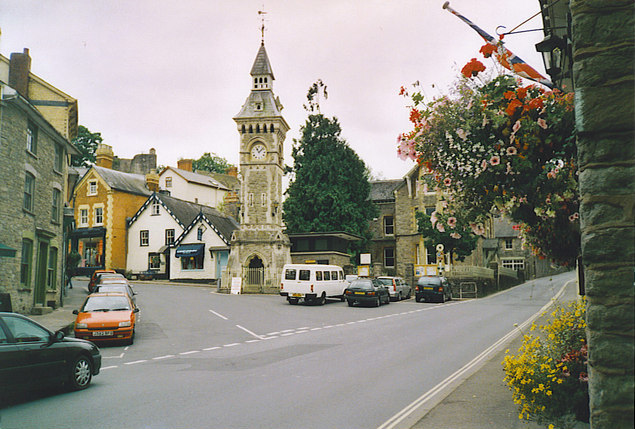
Часовая башня

Башня занимает площадь около 30 кв. футов и когда-то имела четыре этажа. Углы её значительно подновлены, вероятно, из-за ненадёжного фундамента. Весь юго-восточный угол башни полностью перестроен — возможно, сначала здесь находилась винтовая лестница, ведущая к верхним этажам. Башня весьма схожа с другой, находящейся в замке Гудрич.
В 12 веке к валу вокруг крепости была добавлена мощная внешняя стена с воротами. Воротная арка является одной из красивейших замковых арок в Уэльсе и заслуживает сравнения с гораздо более орнаментированными фортификационными сооружениями в Ньюкасле вблизи Бридженда. Двое ворот, навешенных внутри арки, несмотря на разницу в возрасте, должны быть очень старыми — ворота стоящего ниже по реке замка Чепстоу методом дендрохронологии датированы царствованием короля Генриха II (1154-89).
Вероятно, во времена Баронской Войны перед воротами была пристроена маленькая сторожка, чтобы добавить к воротам опускную решётку.

## Побратимы
Побратимами Хей-он-Уай являются Редью, посёлок в бельгийской коммуне Либен, и Тимбукту, старинный город в Мали.

## Литературный фестиваль

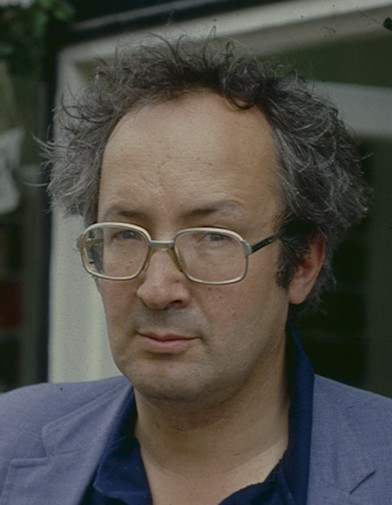
Ричард Бут, 1984 г.

С 1988 года Хей-он-Уай является местом проведения литературного фестиваля, спонсируемого газетой The Guardian, который собирает около 80 000 участников на 10 дней в начале июня, чтобы явить миру знаменитых литераторов со всего света.

## Король Хей-он-Уай
В апреле 1977 библиофил Ричард Джордж Уильям Питт Бут задумал рекламный трюк, в ходе которого он провозгласил Хей-он-Уай «независимым королевством», а себя — его правителем. Шуточное микрогосударство впоследствии развило процветающую туристическую индустрию, основанную на литературных интересах. В 2005 году Бут заявил о планах продать свой книжный магазин и уехать в Германию. По этому случаю местный депутат Роджер Уильямс был процитирован: «Его наследие — то, что Хей из маленького городка превратился в мекку для любителей подержанных книг и тем самым перевернул местную экономику».